# St. Nikolaus (Papowo Biskupie)

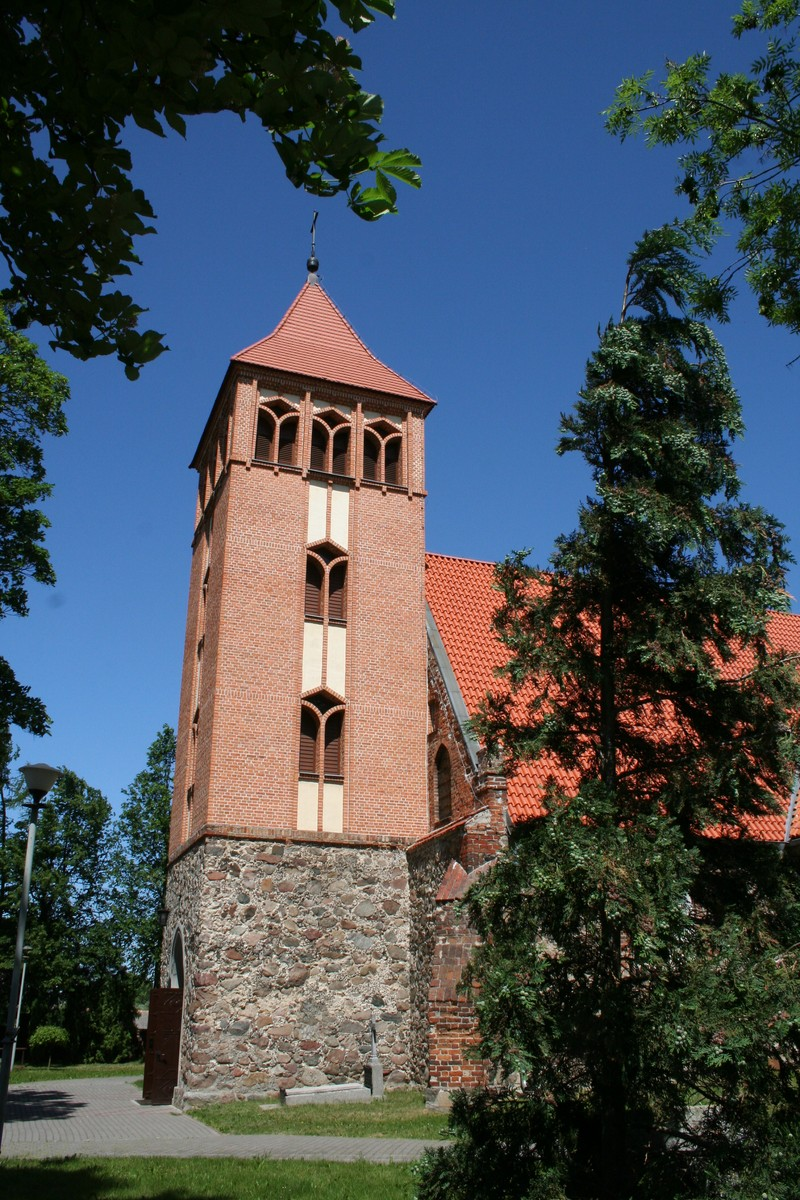
St. Nikolaus in Bischöflich Papau

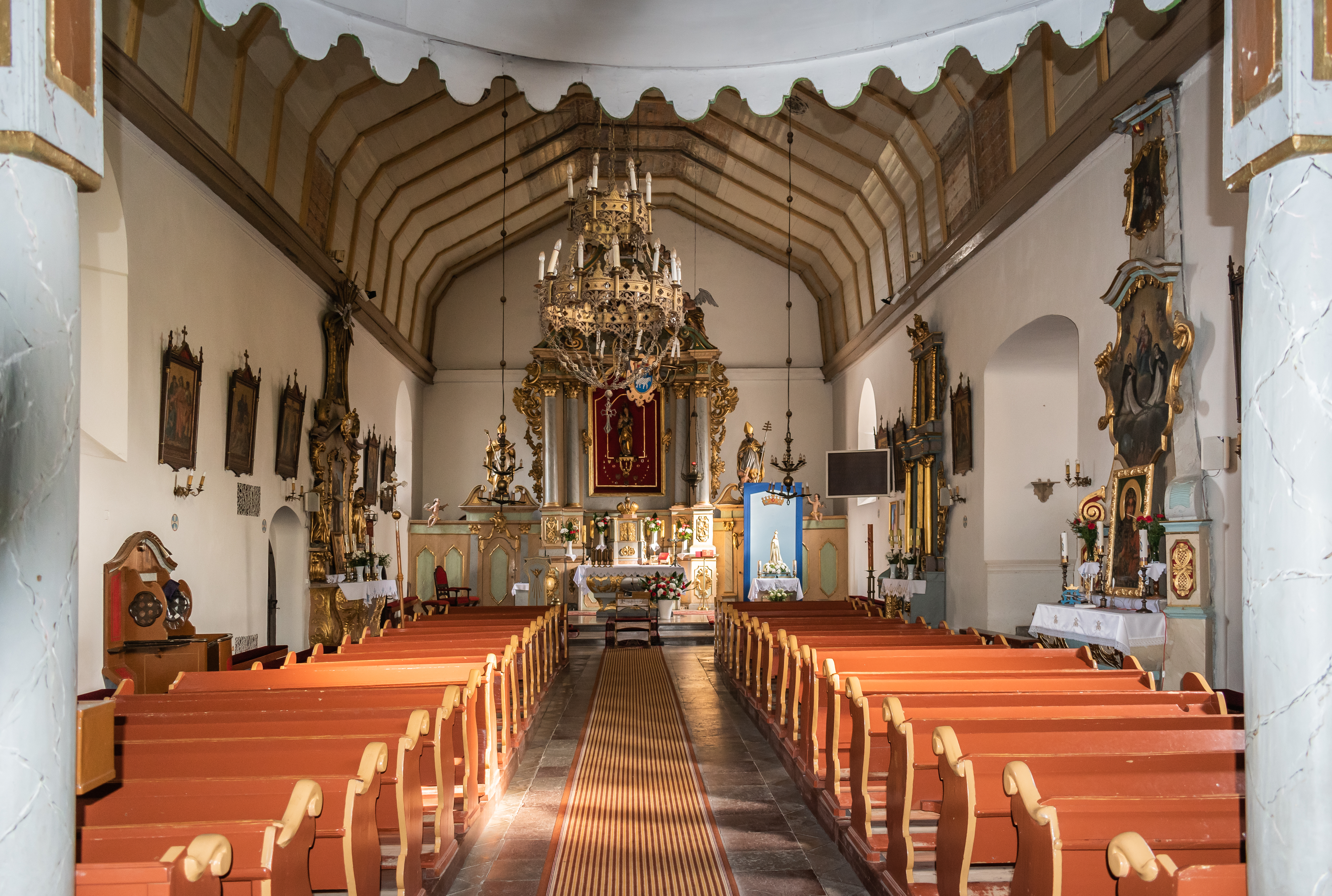
Innenansicht

Die römisch-katholische Pfarrkirche St. Nikolaus (polnisch Kościół św. Mikołaja) ist eine ordenszeitliche Kirche in Papowo Biskupie (Bischöflich Papau) im Powiat Chełmiński in der polnischen Woiwodschaft Kujawien-Pommern. 

## Geschichte
Der Ersterwähnung des Ortes stammt von 1222, ein Pfarrer wird erstmals 1284 urkundlich genannt. Der Bau erfolgte vermutlich im ausgehenden 13. Jahrhundert oder im ersten Viertel des 14. Jahrhunderts.

## Bauwerk
Die Pfarrkirche von Bischöflich Papau ist ein einfacher, im Grundriss gestreckter Saalbau mit Strebepfeilern. Die Streben teilen die Längswände in drei große Abschnitte mit je einem Fenster. Die aufwändiger gestaltete Ostseite hat ein breites, in den Giebel hineinragendes Mittelfenster, flankiert von spitzbogigen Blenden. Profilierte Portale befinden sich im Norden und Westen. Ein eingefasstes Putzband, das nur an Ostseite erhalten ist, sorgt für den Horizontalabschluss. Bemerkenswert ist der gemeinsame Bau von Sakristei, Vorhalle und einem kleinen Nebenraum an der Nordseite. Die Vorhalle hat ein gestuftes und profiliertes Portal sowie einen sehr schmalen Nebenraum. Die Sakristei mit kleinem Fenster nach Osten hat ein gestuftes Portal zum Chor hin. Der Ostgiebel ist ein fünfachsiger Staffelgiebel mit gekuppelten durchlaufenden Spitzbogenblenden, getrennt durch Lisenen, die fialenartig enden. Ein eingefasstes Putzband dient als Stufenabschluss, darüber befanden sich ursprünglich noch zwei kleine Fialen. Das Chorfenster ragt in den Giebelbereich hinein. Die Umfassungsmauern bestehen aus Feldstein zusammen mit viel Ziegelbruch. Backstein wurde an Portal- und Fensterrahmung, der Oberseite der Strebepfeiler und den Giebeln verwendet.